# Emily Head
Emily Rose Head (Londres, 15 de diciembre de 1988) es una actriz británica, conocida por interpretar a Carli D'Amato en la sitcom The Inbetweeners.

## Biografía
Head nació en Londres el 15 de diciembre de 1988, su padre es el actor Anthony Head y su madre Sarah Fisher. Se formó en danza en la Dorothy Colebourne School of Dance, en Bath y en teatro en la BRIT School en Croydon. Su hermana, Daisy Head, también es actriz.

## Carrera
Head interpretó un papel secundario como Carli D'Amato en la sitcom The Inbetweeners, y en The Inbetweeners Movie (2011), donde también participó su padre.
También trabajó en un episodio de MI High.
En diciembre de 2011 interpretó a Melissa Milcote en la producción del Bristol Old Vicde Coram Boy en el Salón de Colston en Bristol.